# (22566) Irazaitseva
(22566) Irazaitseva est un astéroïde de la ceinture principale d'astéroïdes.

## Description
(22566) Irazaitseva est un astéroïde de la ceinture principale d'astéroïdes. Il fut découvert le 20 avril 1998 à Socorro (Nouveau-Mexique) par le projet LINEAR. Il présente une orbite caractérisée par un demi-grand axe de 2,23 UA, une excentricité de 0,13 et une inclinaison de 2,6° par rapport à l'écliptique.

## Compléments